# Obec překladatelů
Obec překladatelů (OP) je sdružení překladatelů krásné literatury a teoretiků literárního překladu. Byla založena v roce 1990. Cílem Obce je chránit práva a zájmy překladatelů a přispívat k prestiži postavení literárního překladu v České republice. Obec je od první poloviny devadesátých let členem CEATL (Conseil européen des associations de traducteurs littéraires, v překladu Evropská rada asociací literárních překladatelů).
Od roku 1991 pořádá každoročně prestižní Cenu Josefa Jungmanna za nejlepší překlad předchozího roku a uděluje v jejím rámci další ocenění za výjimečné literární počiny, vždy ke dni 30. září, svátku patrona překladatelů – svatého Jeronýma. Pravidelně pořádá také Soutěž Jiřího Levého, pojmenovanou po významném českém teoretikovi překladu, v níž se v několika kategoriích udílejí ceny mladým a začínajícím překladatelům. Veřejnost se s vítěznými překlady seznamuje prostřednictvím literárních večerů a literárních časopisů.
Ve snaze bránit tlakům komerčních zájmů a diletantismu některých nakladatelů Obec již tradičně ustavuje porotu, která uděluje každoroční anticenu Skřipec za nejhorší překlad roku. Výsledky jsou vyhlašovány na pražském veletrhu Svět knihy. Zástupci Obce zasedají v porotě každoroční Státní ceny udělované za překladatelské dílo a působí v porotách rozhodujících o výročních literárních cenách Magnesia Litera, Slovník roku, Zlatá stuha. Obec pořádá tematické konference související s problematikou literárního překladu. Na těchto setkáních často vystupují hosté z nejrůznějších domácích i zahraničních institucí. Vypisuje a organizuje také workshopy literárního překladu pro mladé překladatele a další zájemce. Obec se každoročně zúčastňuje výstav a doprovodných programů velkých knižních veletrhů: v České republice Světa knihy a Podzimního knižního veletrhu v Havlíčkově Brodě.
Z iniciativy Obce vyšla krátce po jejím založení publikace Zamlčovaní překladatelé 1948–1989, která uvádí skutečné překladatele 662 literárních překladů z období kulturní a politické nesvobody, kdy nejlepší čeští překladatelé záviseli na odvaze a konspiraci přátel, aby mohli publikovat a uhájit svou existenci.
Od roku 2005 uděluje Obec překladatelů nenárokové Tvůrčí stipendium Hany Žantovské. Uděluje se z nadačního daru Ireny Murray Žantovské a Michaela Žantovského. Posláním stipendia je podpořit vydávání básnických překladů do češtiny.